# Oxyopes quadridentatus
Oxyopes quadridentatus är en spindelart som beskrevs av Tamerlan Thorell 1895. Oxyopes quadridentatus ingår i släktet Oxyopes och familjen lospindlar.
Artens utbredningsområde är Myanmar. Inga underarter finns listade i Catalogue of Life.